# State of the Union: Undressed
Pour plus de détails, voir Fiche technique et Distribution.
State of the Union: Undressed est un téléfilm de comédie américain réalisé par Bob Levy et sorti en 1996.

## Synopsis
Comedy Central depuis 1992 avec Al Franken parodie les discours sur l'état de l'Union.
Cette histoire est centré sur Newt Gingrich.

## Fiche technique
- Titre original : State of the Union: Undressed
- Réalisation : Bob Levy
- Scénario :
- Photographie :
- Montage :
- Musique :
- Costumes :
- Décors :
- Producteur : Victoria Lee English, Eddie Feldmann et Joel Gallen
- Sociétés de production : Tenth Planet Productions
- Sociétés de distribution :
- Pays d'origine :  États-Unis
- Langue originale : anglais
- Format : couleur
- Genre : Comédie
- Durée : 75 minutes
- Dates de sortie : 
  - États-Unis : 23 janvier 1996

## Distribution
- Dennis Miller : lui-même
- Margaret Cho : elle-même
- Jon Cryer : lui-même
- Mojo Nixon : lui-même
- Chris Rock : lui-même
- Harry Shearer : Newt Gingrich
- Sarah Silverman : elle-même
- Noah Wyle : lui-même